# Jižní Korea na Zimních olympijských hrách 2006
Jižní Koreu na Zimních olympijských hrách v roce 2006 reprezentovala výprava 40 sportovců (26 mužů a 14 žen) v 9 sportech.

## Medailisté
| Medaile | Jméno                                                          | Sport          | Soutěž               |
| ------- | -------------------------------------------------------------- | -------------- | -------------------- |
| Zlato   | Viktor An                                                      | Short track    | Muži 1 000 m         |
| Zlato   | Viktor An                                                      | Short track    | Muži 1 500 m         |
| Zlato   | Viktor An Lee Ho-Suk Seo Ho-Jin Song Suk-Woo                   | Short track    | Muži štafeta 5 000 m |
| Zlato   | Čin Son-ju                                                     | Short track    | Ženy 1 000 m         |
| Zlato   | Čin Son-ju                                                     | Short track    | Ženy 1 500 m         |
| Zlato   | Byun Chun-Sa Choi Eun-Kyung Jeon Da-Hye Jin Sun-Yu Kang Yun-Mi | Short track    | Ženy štafeta 3 000 m |
| Stříbro | Lee Ho-Suk                                                     | Short track    | Muži 1 000 m         |
| Stříbro | Lee Ho-Suk                                                     | Short track    | Muži 1 500 m         |
| Stříbro | Choi Eun-Kyung                                                 | Short track    | Ženy 1 500 m         |
| Bronz   | Viktor An                                                      | Short track    | Muži 500 m           |
| Bronz   | I Kang-sok                                                     | Rychlobruslení | Muži 500 m           |